# Lines, Vines and Trying Times
Lines, Vines and Trying Times là album phòng thu thứ tư của nhóm Jonas Brothers và là album thứ 3 phát hành dưới hãng Hollywood Records. Album đã đứng đầu trên bảng xếp hạng ở Mỹ, bán được 247.000 bản. Album được phát hành ngày 16 tháng 6 năm 2009.
Giải thích cho cái tên của album lần này, Nick cho biết trong cuộc phỏng vấn cùng Rolling Stone: "Tiêu đề là một cảm hứng thi vị mà chúng tôi đã trải qua khi đang bấm máy cho một TV show. "Lines" là những con đường mà ai đó vạch ra, mang đến cho bạn, dù nó tốt hay xấu. "Vines" là những thứ leo bám, xuất hiện trên con đường của bạn và "trying times" – như mọi người có thể thấy, chúng tôi còn trẻ nhưng đã nhận thức được về những điều xảy ra xung quanh và chúng tôi đang cố gắng mang ánh sáng đến với thế giới này".
Album thứ tư sẽ mang đến cho fans sự cảm nhận về ba âm thanh khác biệt: funk, country cùng classic. Trước đó trong một cuộc phỏng vấn khác, Nick cũng đã hé lộ "Lines, Vines and Trying Times" là một "cuộc hành trình của chúng tôi qua những ca khúc", hầu hết là về "tất cả những gì chúng tôi đã trải qua, những kinh nghiệm bản thân mà từ đó chúng tôi có được nguồn cảm hứng". Album này được hứa hẹn sẽ có sự xuất hiện của "những nhạc cụ mới và khác biệt để thêm vào âm nhạc vốn có quen thuộc" của Jonas Brothers.
"Lines, Vines and Trying Times" sẽ tấn công các kệ đĩa trên toàn thế giới vào 15/6 tới đây và ngay sau đó, một tour diễn thế giới hoành tráng cũng sẽ chính thức bắt đầu để quảng bá cho album này.

## Danh sách bài hát
| STT | Nhan đề                                            | Sáng tác                                   | Thời lượng |
| --- | -------------------------------------------------- | ------------------------------------------ | ---------- |
| 1.  | "World War III"                                    | Nick Jonas                                 | 3:12       |
| 2.  | "Paranoid"                                         | Jonas Brothers, Cathy Dennis, John Fields  | 3:38       |
| 3.  | "Fly with Me"                                      | Jonas Brothers, Greg Garbowsky             | 3:54       |
| 4.  | "Poison Ivy"                                       | Jonas Brothers, Greg Garbowsky             | 4:07       |
| 5.  | "Hey Baby" (featuring Johnny Lang)                 | Jonas Brothers                             | 3:18       |
| 6.  | "Before the Storm" (featuring Miley Cyrus)         | Jonas Brothers, Miley Cyrus                | 4:26       |
| 7.  | "What Did I Do to Your Heart"                      | Jonas Brothers                             | 3:17       |
| 8.  | "Much Better"                                      | Jonas Brothers                             | 4:34       |
| 9.  | "Black Keys"                                       | Nick Jonas                                 | 3:48       |
| 10. | "Don't Charge Me for the Crime" (featuring Common) | Jonas Brothers, Ryan Liestman, Lonnie Lynn | 3:57       |
| 11. | "Turn Right"                                       | Jonas Brothers                             | 2:48       |
| 12. | "Don't Speak"                                      | Jonas Brothers, John Fields                | 3:50       |

| Bonus Tracks | Bonus Tracks                                                   | Bonus Tracks   | Bonus Tracks |
| STT          | Nhan đề                                                        | Sáng tác       | Thời lượng   |
| ------------ | -------------------------------------------------------------- | -------------- | ------------ |
| 13.          | "Keep It Real" (Bonus Track, từ series phim truyền hình JONAS) | Jonas Brothers | 2:51         |

### Japanese bonus DVD
1. "Paranoid (Music Video)"
2. "Paranoid (Making of the Video)"
3. "Album Photo Behind The Scene"
4. "TV 'JONAS' Behind The Scene"

## Xếp hạng và chứng nhận
| Xếp hạng (2009)              | Vị trí cao nhất | Chứng nhận | Lượng đĩa/ bán được |
| ---------------------------- | --------------- | ---------- | ------------------- |
| Australian ARIA Albums Chart | 5               | -          | -                   |
| Argentina Albums Chart       | 1               | Gold       | 20,000+             |
| Austrian Albums Chart        | 33              | -          | -                   |
| Belgian Albums Chart         | 16              | -          | -                   |
| Brazil Top 10 CD ABPD        | 1               | Gold       | 60,000              |
| Venezuela Albums Chart       | 1               | -          | -                   |
| Canadian Albums Chart        | 1               | Platinum   | 80,000              |
| Danish Albums Chart          | 28              | -          | -                   |
| Dutch Albums Chart           | 21              | -          | -                   |
| Finnish Albums Chart         | 15              | -          | -                   |
| French Albums Chart          | 17              | -          | -                   |
| Irish Albums Chart           | 6               | -          | -                   |
| Italian FIMI Albums Chart    | 6               | Gold       | 35,000              |
| Mexican Albums Chart         | 1               | Platinum   | 100,000             |
| New Zealand Albums Chart     | 8               | -          | -                   |
| Norwegian Albums Chart       | 25              | -          | -                   |
| Portuguese Albums Chart      | 3               | -          | -                   |
| Spanish Albums Chart         | 1               | Gold       | 40,000              |
| Swedish Albums Chart         | 14              | -          | -                   |
| Swiss Albums Chart           | 46              | -          | -                   |
| UK Albums Chart              | 9               | -          | -                   |
| U.S. Billboard 200           | 1               | Gold       | 554,000             |